# Magdi
Magdi Omar Ytreeide Abdelmaguid (født 3. juni 1984 i Oslo, Norge) eller bare Magdi (Udtales Megdi) er en halvt norsk og halvt egyptisk rapper i det norske hiphopband Karpe Diem. Han studerer også filosofi på Universitetet i Oslo.

## Diskografi
- 2004 – Glasskår EP
- 2006 – Rett fra hjertet
- 2008 – Fire vegger
- 2010 – Aldri solgt en løgn
- 2012 – Kors på halsen, ti kniver i hjertet, mor og far i døden
- 2016 – Heisann Montebello
- 2018 – «MARS EP» (med Arif og Unge Ferrari)
- 2019 – SAS PLUSS/ SAS PUSSY
- 2019 – Skittles
- 2022 – Omar Sherrif